# ASPAC FC
El Association Sportive du Port Autonome de Cotonou Football Club (en español: Asociación Autónoma de Deportes Portuarios de Cotonú Fútbol Club), conocido simplemente como ASPAC FC es un equipo de fútbol de Benín que juega en la Premier League de Benín, la liga de fútbol más importante del país.

## Historia
Fue fundado en el año 1968 en la ciudad de Cotonú y es un equipo que no se distingue por ganar campeonatos, esto porque solamente registra 2 títulos de liga en su historia y 1 título de copa ganado en el año 2008.
A nivel internacional ha participado en 2 torneos continentales, en los cuales no ha podido avanzar más allá de la Primera Ronda.

## Palmarés
- Premier League de Benín: 2

2010, 2012
- Copa de Benín: 1

2008

## Participación en competiciones de la CAF
| Temporada | Torneo                      | Ronda      | Club              | Casa | Visita | Global      |
| --------- | --------------------------- | ---------- | ----------------- | ---- | ------ | ----------- |
| 2011      | Liga de Campeones de la CAF | Preliminar | Deportivo Mongomo | 1-0  | 1-1    | 2-1         |
| 2011      | Liga de Campeones de la CAF | 1          | Espérance ST      | 0-4  | 0-5    | 0-9         |
| 2013      | Liga de Campeones de la CAF | Preliminar | ASFA Yennenga     | 1-1  | 1-1    | 2-2 (4-5 p) |

## Entrenadores destacados
- Jean Marc Nobilo
- Alain Gaspoz (2009-)

## Jugadores

### Jugadores destacados
- Khaled Adénon
- William Dassagaté
- Karim Mama
- Sidoine Oussou
- Junior Salomon
- Hyacinthe Sèwanou